# Anasyrma

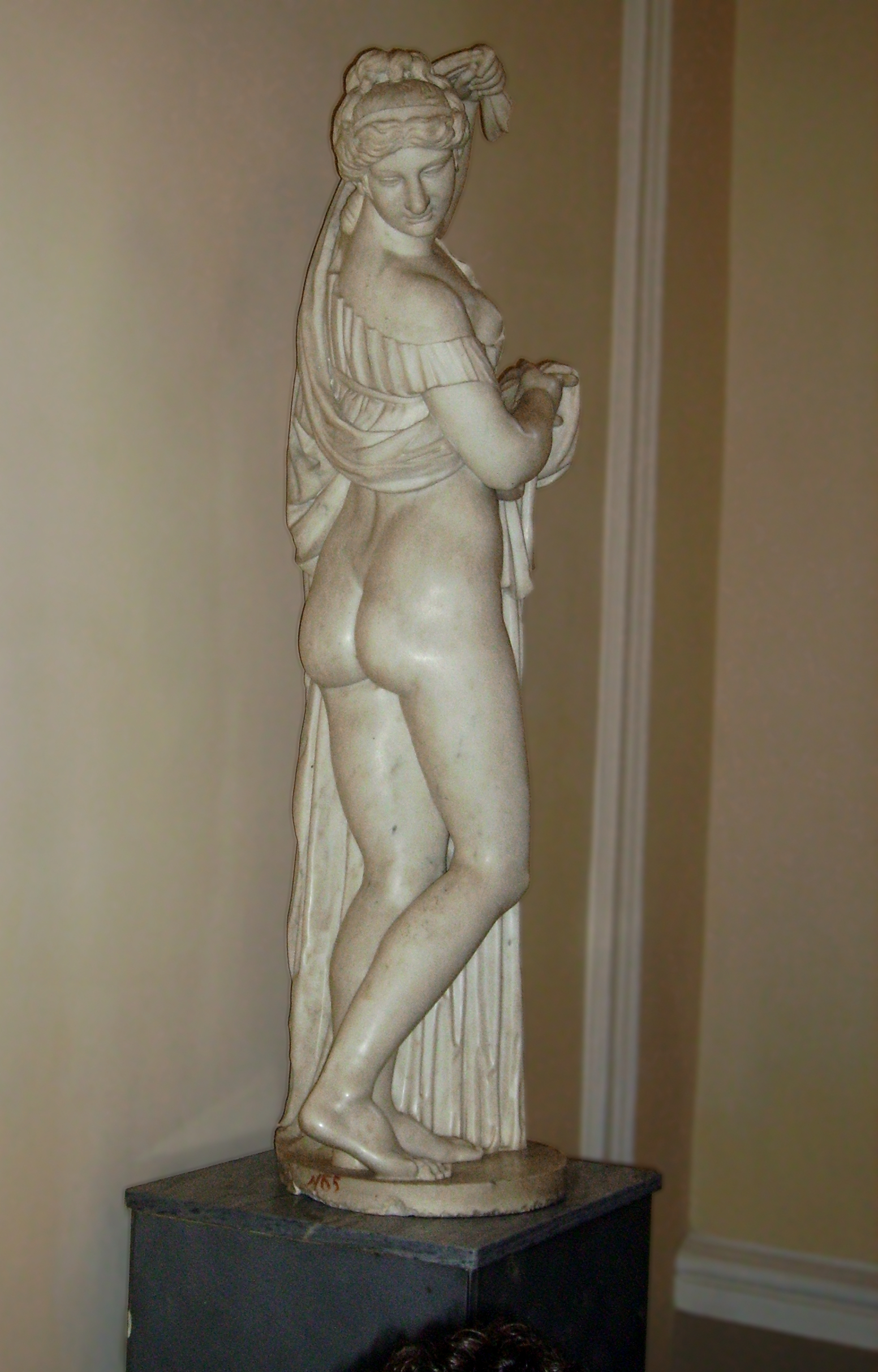
Copia di una Venere Callipigia ellenistica, Ermitage, San Pietroburgo

Con il termine anásyrma (greco antico ἀνάσυρμα, composto da ana: su o contro o indietro, e syrma: gonna, plurale: anasýrmata, ἀνασύρματα, detto anche anasyrmós, ἀνασυρμός) si definisce il gesto di sollevare intenzionalmente la propria gonna o kilt.
È usato in relazione a certi rituali religiosi, erotismo e scherzi volgari (vedi ad esempio Baubo). Il termine si usa anche per descrivere opere d'arte che lo raffigurano. L'anasyrma si differenzia dal flashing, un'azione materialmente simile ma classificabile nell'esibizionismo, poiché l'esibizionista ha lo scopo implicito del proprio eccitamento sessuale, laddove l'anasyrma è compiuto solo per il suo effetto sugli spettatori.

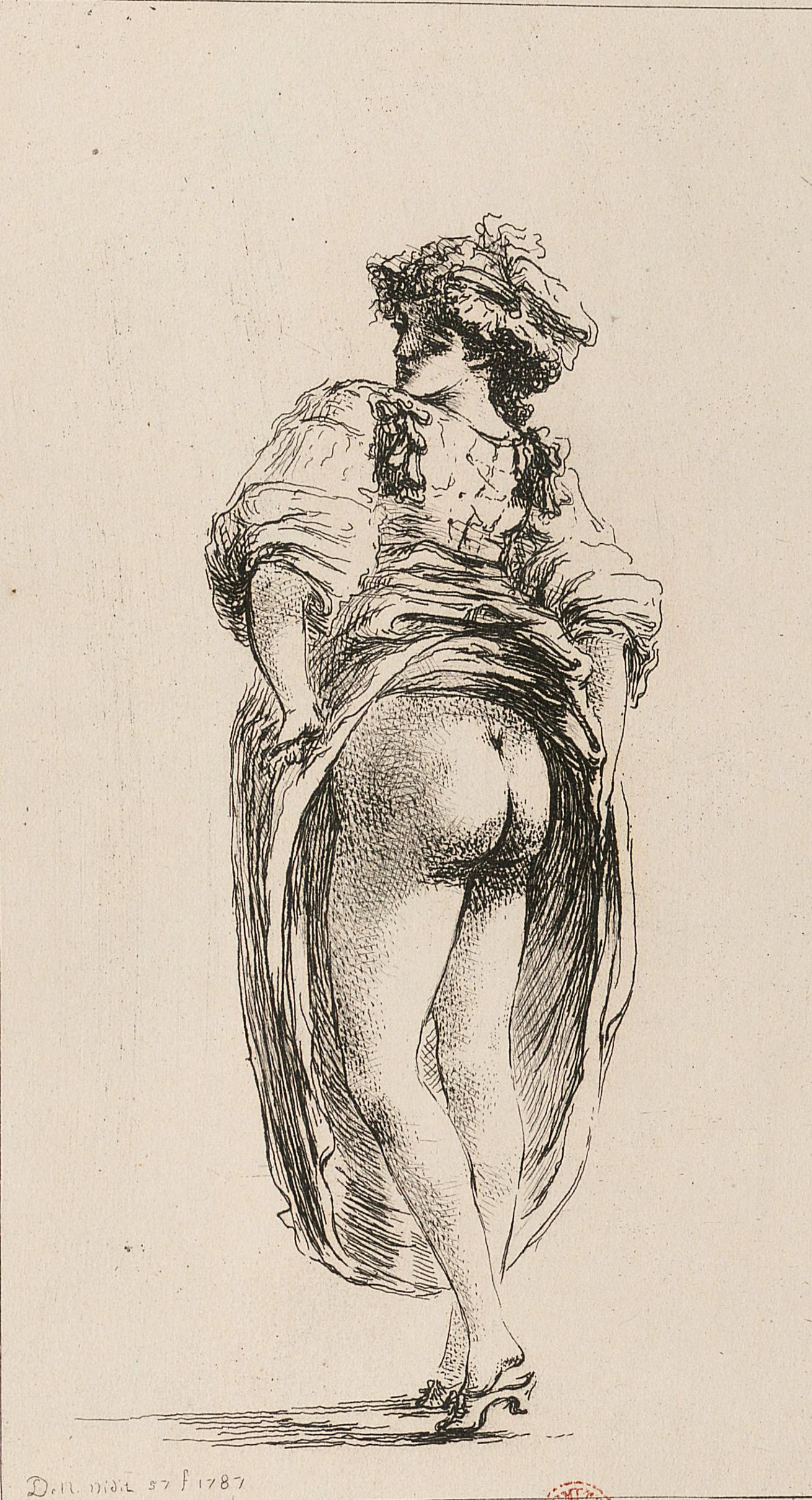
La bella napoletana vista da dietro, di Dominique Vivant Denon

L'anasyrma può essere anche un'esibizione deliberatamente provocatoria dei propri genitali o natiche senza veli. Esempio famoso dell'ultimo caso è il soggetto artistico di Venere Callipigia ("Venere dalle belle natiche"). In molte tradizioni, questo gesto ha pure un carattere apotropaico, come scherno o mezzo di ripulsa verso un nemico soprannaturale, analogamente al mooning.

## Grecia antica

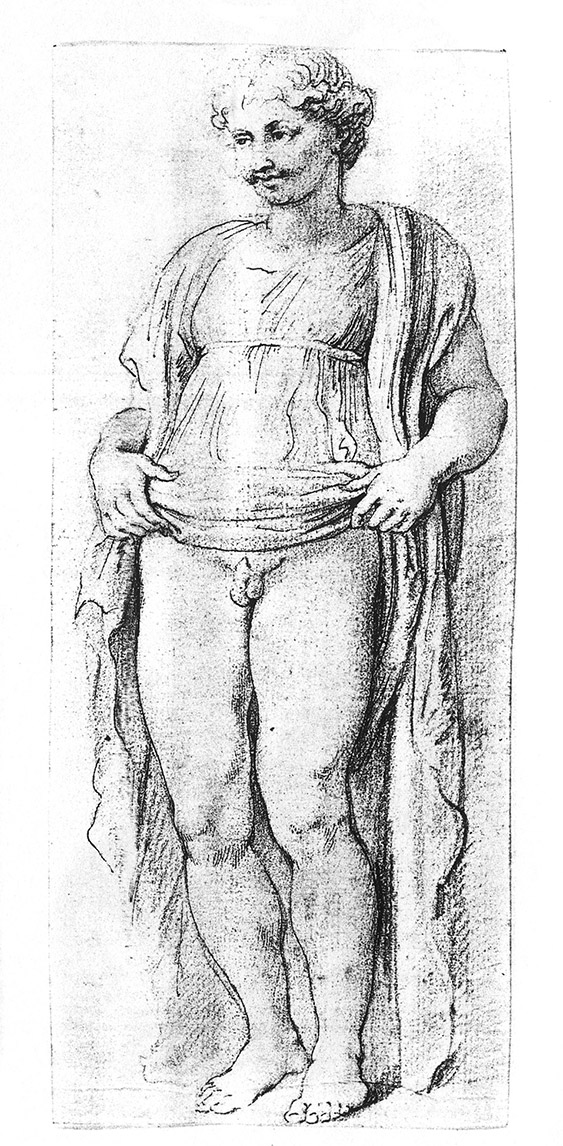
Ermafrodito anasyromenos, schizzo di Peter Paul Rubens

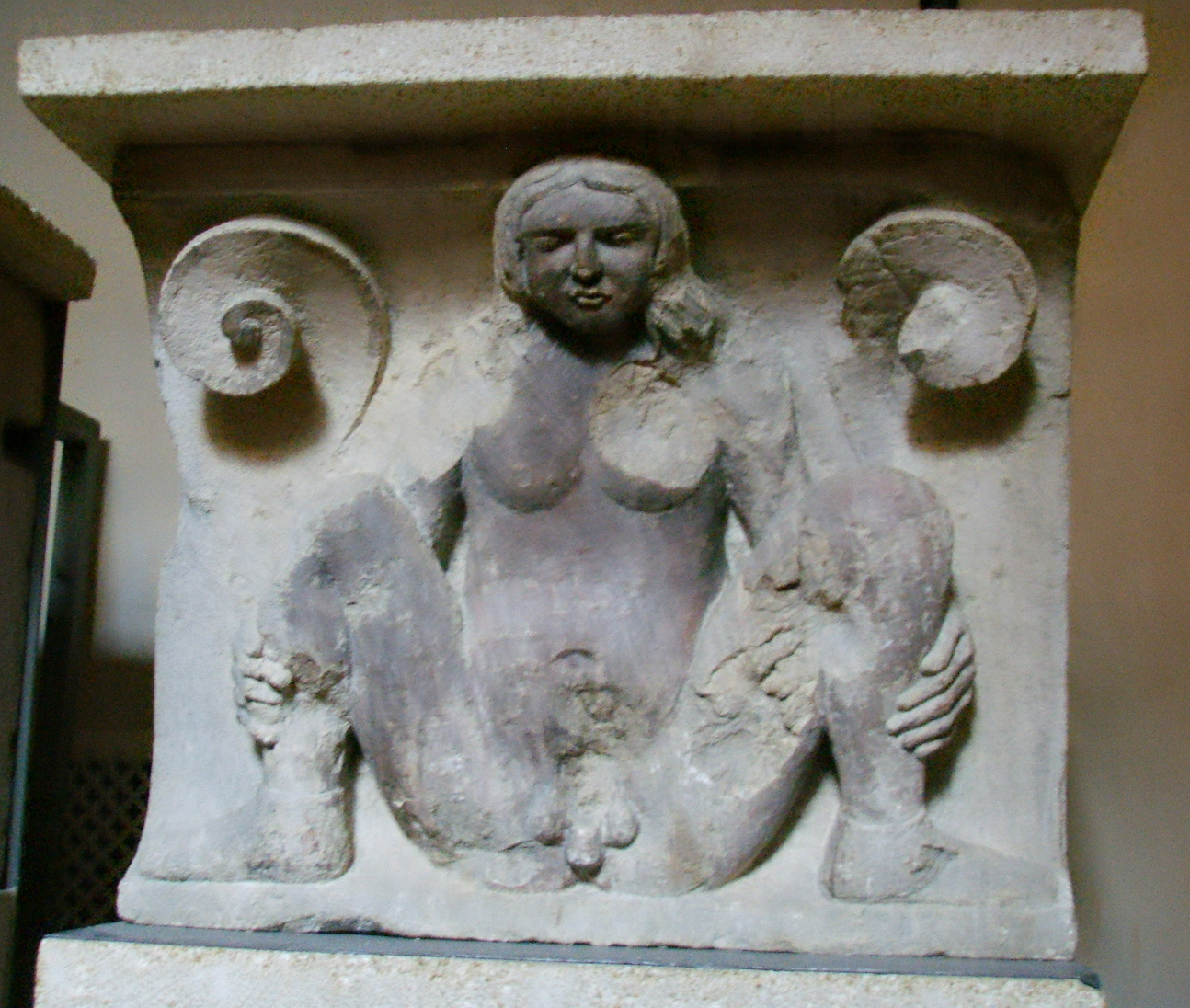
La potta di Modena del Maestro delle Metope

Scherzi rituali ed esibizione delle parti intime erano comuni nei culti di Demetra e Dioniso, e compaiono nella celebrazione dei misteri eleusini associati a queste divinità. Il mitografo Apollodoro di Atene dice che lo scherzo di Iambe era il motivo della pratica degli scherzi rituali nelle Tesmoforie, una festa (interdetta agli uomini) per onorare Demetra e Persefone.
In altre versioni del mito di Demetra, la dea è accolta da una donna di nome Baubo, una megera che la fa sorridere mostrandosi, in un gesto rituale detto anasyrma. Un insieme di statuette di Priene, antica città greca sulla costa occidentale dell'Asia minore, è di solito identificato come figurine "Baubo", raffiguranti il corpo femminile come un volto fuso con la parte inferiore dell'addome. Sembrano essere le controparti dei falli decorati con occhi, bocca e talora gambe, che compaiono su vasi dipinti o in guisa di statuette.
Alcune figurine in terracotta ermafrodite nella cosiddetta posa anasyromenos, con mammelle femminili ed un lungo abito sollevato per rivelare genitali maschili, sono state trovate in un'area che va dalla Sicilia a Lesbo, risalenti al tardo periodo classico ed al primo periodo ellenistico.
La posa anasyromenos, però, non fu inventata nel IV secolo a.C.: le figure di questo tipo affondano le loro radici su una tradizione iconografia occidentale molto più anticamente usata per le divinità femminili. La letteratura antica indica che le figure rappresentano la divinità androgina cipriota Afrodito (probabilmente una forma di Astarte), il cui culto fu introdotto nella madrepatria greca tra il V ed il IV secolo a.C. Si credeva che il fallo svelato avesse forza scaramantica, allontanando il malocchio o l'invidia, e propiziasse la fortuna.
Una celebre raffigurazione ermafrodita anasyromenos di epoca medievale è quella chiamata popolarmente "potta di Modena", dovuta al Maestro delle Metope.

## Effetti apotropaici della nudità

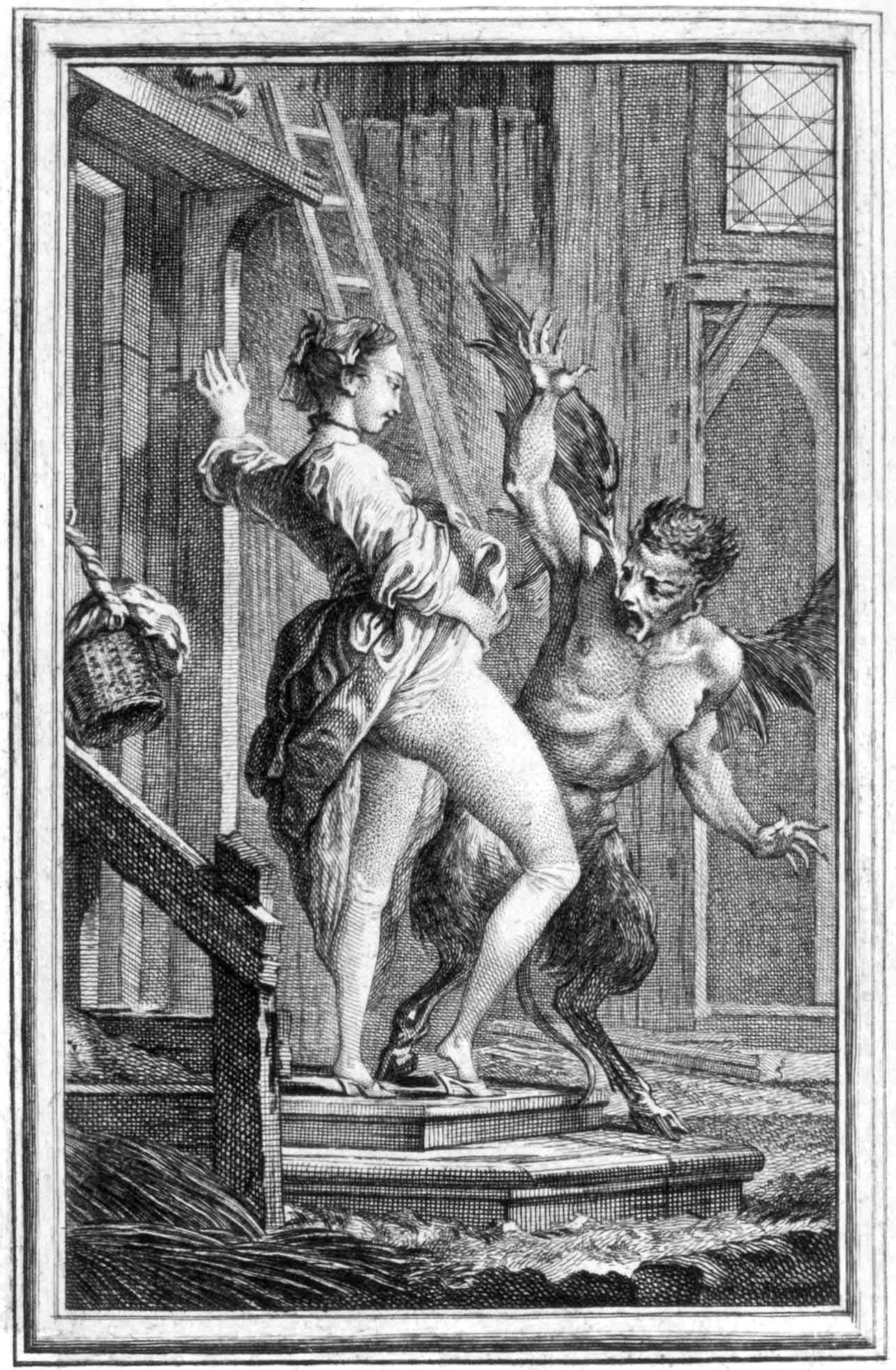
Illustrazione dai racconti di La Fontaine

Molte fonti storiche riportano che l'anasyrma avesse effetti sensazionali o soprannaturali, sia nel bene sia nel male. Plinio il Vecchio scrisse che una donna mestruata che si sveste può scacciare grandine, turbini e fulmini. Se si denuda e cammina lungo un campo, bruchi, vermi e scarabei cadono dalle spighe di grano. Anche se non ha il ciclo, può placare una tempesta in mare denudandosi.
Stando al folklore, le donne alzavano le gonne per scacciare i nemici in Irlanda e in Cina. Un articolo di The Irish Times (23 settembre 1977) riferì di un incidente potenzialmente violento coinvolgente diversi uomini, che fu sventato da una donna che mostrò i genitali agli aggressori. Secondo il folklore balcanico, quando pioveva troppo, le donne sarebbero corse nei campi con le gonne alzate per spaventare gli dei e far cessare la pioggia. Nei Nouveaux Contes di Jean de La Fontaine (1674), un demone è respinto dalla vista di una donna che alza la sottana; lo stesso gesto - appunto con valore apotropaico - si può vedere nel bassorilievo tratto dalla Porta Tosa di Milano. Statuette riconducibili all'anasyrma, dette Sheela na Gig, erano comuni nelle chiese medievali del Nord Europa e delle Isole Britanniche.
In alcuni Stati africani, una donna che si denuda e si mette in mostra è ancora considerata una maledizione e un modo per allontanare il male. Le donne danno la vita, e possono toglierla. In Nigeria, come in altri posti, le donne gettano la maledizione solo nelle circostanze più estreme, e gli uomini che vi sono esposti sono considerati morti. Nessuno cucinerà per loro, li sposerà o entrerà in alcun modo in affari con loro, tantomeno comprando qualcosa. La maledizione si estende anche agli stranieri, che diverranno impotenti o patiranno qualche grave danno.
In Nigeria, durante le proteste di massa contro l'industria petrolifera, le donne si esibirono in pubblico nel gesto dell'anasyrma.
Leymah Gbowee, attivista liberiana poi Premio Nobel per la pace 2011, minacciò di denudarsi (gesto di disgrazia) nel tentativo di portare la pace durante la seconda guerra civile liberiana (1999-2003).